# WTA-toernooi van Barranquilla

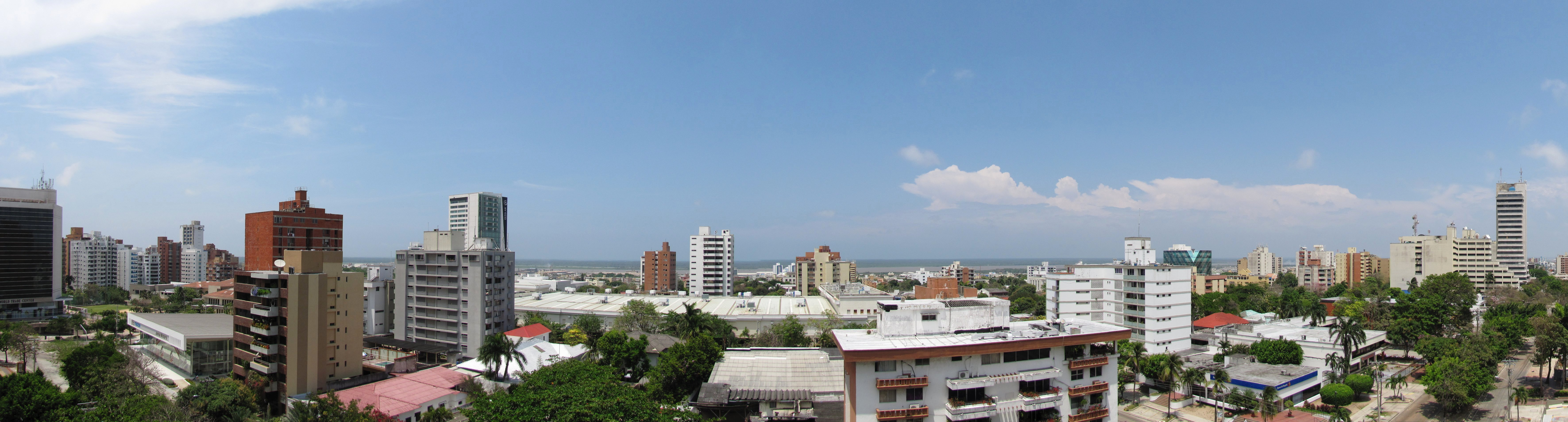
Aanzicht van Barranquilla

Het WTA-toernooi van Barranquilla is een jaarlijks terugkerend tennistoernooi voor vrouwen dat wordt georganiseerd in de Colombiaanse stad Barranquilla. De officiële naam van het toernooi is Barranquilla Open.
De WTA organiseert het toernooi, dat in de categorie "WTA 125" valt en wordt gespeeld op hardcourtbanen.
Op deze locatie werd in november 2022 een ITF-toernooi gespeeld, met een prijzenpot van US$ 60.000. In 2023 werd het opgewaardeerd tot WTA-toernooi, met een prijzengeld van US$ 115.000. De Hongaarse Panna Udvardy, die de editie van 2022 had gewonnen, verloor het jaar erna al in de eerste ronde. Deze eerste WTA-editie werd gewonnen door de Duitse Tatjana Maria, die in de eindstrijd Française Fiona Ferro versloeg. De Duitse bereikte een jaar later de finale, waarin echter de Argentijnse Nadia Podoroska de titel opeiste.

## Finales

### Enkelspel
| Datum      | Naam              | Cat.    | ($)     | Ondergrond        | Winnares        | Verliezend finaliste | Uitslag       |         |
| ---------- | ----------------- | ------- | ------- | ----------------- | --------------- | -------------------- | ------------- | ------- |
| 2023-08-14 | Barranquilla Open | WTA 125 | 115.000 | hardcourt, buiten | Tatjana Maria   | Fiona Ferro          | 6-1, 6-2      | details |
| 2024-08-12 | Barranquilla Open | WTA 125 | 115.000 | hardcourt, buiten | Nadia Podoroska | Tatjana Maria        | 6-2, 1-6, 6-3 | details |

### Dubbelspel
| Datum      | Naam              | Cat.    | ($)     | Ondergrond        | Winnaressen                                    | Verliezend finalistes                | Uitslag          |         |
| ---------- | ----------------- | ------- | ------- | ----------------- | ---------------------------------------------- | ------------------------------------ | ---------------- | ------- |
| 2023-08-14 | Barranquilla Open | WTA 125 | 115.000 | hardcourt, buiten | Valentini Grammatikopoulou Despina Papamichail | Yuliana Lizarazo María Paulina Pérez | 7-6, 7-5         | details |
| 2024-08-12 | Barranquilla Open | WTA 125 | 115.000 | hardcourt, buiten | Jessica Failla Hiroko Kuwata                   | Quinn Gleason Ingrid Gamarra Martins | 4-6, 7-6, [10-7] | details |